# Medicover
Medicover este unul dintre cei mai importanți furnizori internaționali de servicii medicale și de diagnostic din Europa Centrală și de Est. Compania a fost fondată în 1995 pentru a răspunde la cererea în creștere de servicii medicale de înaltă calitate din Polonia, apoi s-a extins în alte țări, pentru a răspunde unei nevoi asemănătoare. În prezent, piețele principale ale Medicover sunt Polonia, Germania, România și Ucraina. Compania oferă o gamă largă de servicii medicale, printr-o rețea extinsă de clinici, spitale, facilități de îngrijire specializată și laboratoare prin două divizii - Healthcare Services și Diagnostic Services. Compania internațională Medicover este listată la Bursa din Suedia – Nasdaq Stockholm. 
Divizia de Servicii Medicale (Healthcare Services) oferă servicii medicale integrate predominant finanțate de angajatori și abonamente ce acoperă o gamă largă de servicii de îngrijire primară și de specialitate. Principalele piețe pe care activează sunt Polonia și România, cele mai mari economii din Europa Centrală și de Est, care înregistrează cea mai rapidă creștere din regiune.
Divizia de Servicii de Diagnostic (Diagnostic Services) oferă o gamă completă de servicii clinice de laborator, inclusiv teste de rutină și avansate. Principalele piețe ale diviziei sunt Germania, România, Ucraina și Polonia.

## Medicover în România
În România, Medicover a luat ființă în octombrie 1997, prin preluarea companiilor bucureștene Rombel Medical, cu cele două laboratoare din București și Cluj și Brimax International Medical Center.
Compania Rombel a fost înființată în 1995, având capital belgian. Compania are un număr de 70.000 de abonați, dintre care 70% sunt abonați corporate (companiile plătesc abonamentele de sănătate pentru angajați), iar restul – persoane fizice.
Medicover România este prezentă de 23 de ani pe piața serviciilor de sănătate private și dispune de o rețea de 37 de clinici în București și în țară și două spitale generaliste: unul în capitală și celălalt în Oradea. Spitalele corespund celor mai înalte standarde medicale – moderne, sigure, aproape de pacienți – și includ toate departamentele: ambulator, spitalizare de zi, precum și o gamă variată de specialități medicale și chirurgicale. Medicover România face parte din Medicover, companie internațională importantă care oferă servicii medicale și de diagnostic, fondată în 1995. 
La începutul anului 2009, Medicover a deschis o clinică de pediatrie în București și o alta, generalistă, la Ploiești, ambele necesitând o investiție cumulată de două milioane de euro.
Compania concurează pe piața de profil cu Romar, Medlife, Centrul Medical Unirea, și Medsana.
Synevo România este liderul în diagnostic de laborator în România și oferă peste 2.000 de tipuri de analize uzuale și avansate, în toate domeniile de diagnostic clinic de laborator. Synevo România administrează o rețea națională de 20 laboratoare și 132 de centre de recoltare analize medicale și realizează peste 15 milioane de teste pe an, acoperind toate județele din țară, respectiv 57 de orașe.
Veniturile totale ale Medicover și Synevo au crescut pe plan local cu peste 27% în anul 2018. În anul 2018 divizia a atins un număr record de 185.000 de membri noi la nivel global. 
Cifra de afaceri Medicover România:
- 2021: 171 milioane euro
- 2006: 8,5 milioane euro[5]
- 2005: 22,4 milioane lei[8]
- 2004: 16,5 milioane lei[8]